# نیکل(II) یدید
نیکل(II) یدید (به انگلیسی: Nickel(II) iodide) یک ترکیب شیمیایی با شناسه پاب‌کم ۲۶۰۳۸ است. شکل ظاهری این ترکیب، جامد سیاه و سبز است.